# Stevie Mallan
Stevie Mallan est un footballeur écossais, né le 25 mars 1996 à Glasgow, en Écosse. Il évolue au St Johnstone FC.

## Biographie
Le 22 novembre 2014, il réalise ses débuts avec l'équipe première de Saint Mirren, lors d'un match du Scottish Premiership (D1 écossaise) contre Hamilton Academical. Lors de cette saison, il joue 25 matchs, marquant quatre buts. Malgré cela, le club est relégué en D2 à l'issue de la saison, où Stevie Mallan restera deux années. Il marque 11 buts en D2 lors de la saison 2015-2016.
Le 18 mai 2017, il rejoint Barnsley, équipe évoluant en deuxième division anglaise, mais il joue seulement 9 matchs avec les Tykes. 
Le 6 juillet 2018, il revient à l'Écosse, signant un contrat de 4 ans avec Hibernian.
Le 1er février 2021, il est prêté à Yeni Malatyaspor.
Le 18 juillet 2021, il rejoint Yeni Malatyaspor de manière permanente.
Le 30 juin 2022, il rejoint Salford City.

## Palmarès

### Distinctions personnelles
- Membre de l'équipe-type de Scottish Championship en 2017